# Leichtathletik-Weltmeisterschaften 2011/4 × 100 m der Frauen

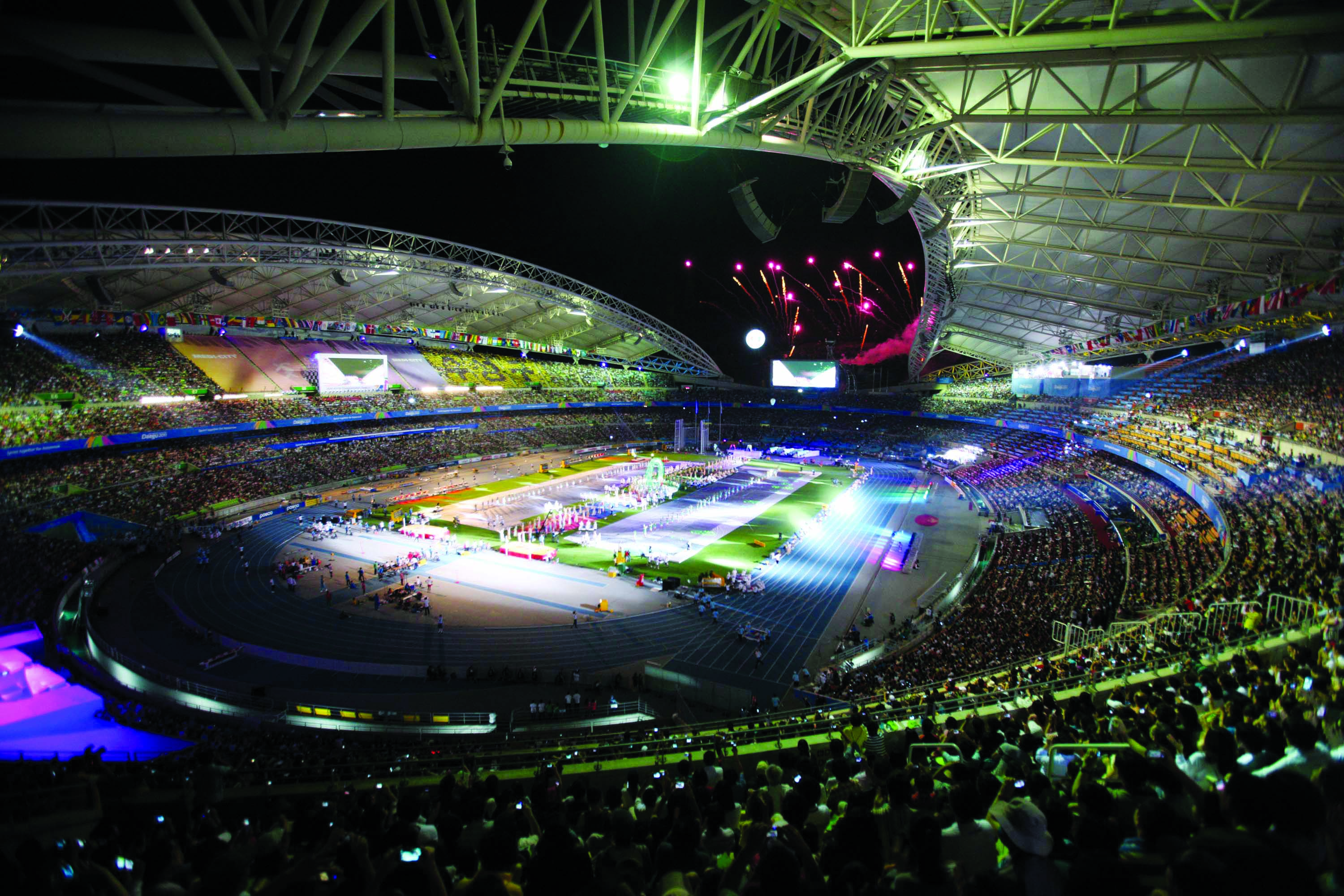
Das Daegu-Stadion im Jahr 2010

Die 4-mal-100-Meter-Staffel der Frauen bei den Leichtathletik-Weltmeisterschaften 2011 wurde am 4. September 2011 im Daegu-Stadion der südkoreanischen Stadt Daegu ausgetragen.
Weltmeister wurden die Vereinigten Staaten in der Besetzung Bianca Knight, Allyson Felix (Finale), Marshevet Myers und Carmelita Jeter (Finale) sowie den im Vorlauf außerdem eingesetzten Shalonda Solomon und Alexandria Anderson.

Den zweiten Platz belegte Jamaika mit Shelly-Ann Fraser-Pryce, Kerron Stewart, Sherone Simpson und Veronica Campbell-Brown (Finale) sowie der im Vorlauf außerdem eingesetzten Jura Levy.

Bronze ging an die Ukraine (Olessja Powch, Natalija Pohrebnjak, Marija Rjemjen, Chrystyna Stuj).
Auch die nur im Vorlauf eingesetzten Läuferinnen erhielten entsprechendes Edelmetall. Rekorde und Bestleistungen standen dagegen nur den tatsächlich laufenden Athletinnen zu.

## Bestehende Rekorde
| Weltrekord | 41,37 s | DDR (Silke Gladisch, Sabine Rieger, Ingrid Auerswald, Marlies Göhr) | Canberra, Australien           | 6. Oktober 1985 |
| WM-Rekord  | 41,47 s | USA (Chryste Gaines, Marion Jones, Inger Miller, Gail Devers)       | WM 1997 in Athen, Griechenland | 9. August 1997  |

Der bestehende WM-Rekord wurde bei diesen Weltmeisterschaften nicht eingestellt und nicht verbessert.
Es gab drei Weltjahresbestleistungen, einen Kontinentalrekord und zwei Landesrekorde.
- Weltjahresbestleistungen:
  - 42,23 s – Jamaika (Shelly-Ann Fraser-Pryce, Kerron Stewart, Sherone Simpson, Jura Levy), 1. Vorlauf am 4. September
  - 41,94 s – USA (Bianca Knight, Shalonda Solomon, Marshevet Myers, Alexandria Anderson), 3. Vorlauf am 4. September
  - 41,56 s – USA (Bianca Knight, Allyson Felix, Marshevet Myers, Carmelita Jeter), Finale am 4. September
- Kontinentalrekord:
  - 42,92 s (Südamerikarekord) – Brasilien (Ana Cláudia Silva, Vanda Gomes, Franciela Krasucki, Rosângela Santos), 1. Vorlauf am 4. September
- Landesrekorde:
  - 43,44 s – Niederlande (Kadene Vassell, Dafne Schippers, Anouk Hagen, Jamile Samuel), 3. Vorlauf am 4. September
  - 41,70 s – Jamaika (Shelly-Ann Fraser-Pryce, Kerron Stewart, Sherone Simpson, Veronica Campbell-Brown), Finale am 4. September

## Doping
Zwei Staffeln wurden aufgrund von Verstößen gegen die Antidopingbestimmungen disqualifiziert:
- Trinidad und Tobago, zunächst auf dem vierten Platz. Das Team wurde nachträglich disqualifiziert, weil es bei Semoy Hackett einen positiven Drogenbefund gab. Die Läuferin wurde nach einem positiven Dopingbefund für zwei Jahre und vier Monate bis zum 30. April 2015 gesperrt. Sie hatte im Jahr 2011 wegen des Einsatzes von Methylhexanamin bei ihren Landesmeisterschaften bereits eine Sperre von einem halben Jahr hinnehmen müssen. Ihre Resultate von den Weltmeisterschaften hier in Daegu wurden annulliert. Davon betroffen war ihr Einzelrennen über 100 Meter (im Halbfinale ausgeschieden) und auch das der Staffel.[2]
- Russland, zunächst auf Rang sechs. Die Disqualifikation der Mannschaft erfolgte aufgrund der Teilnahme von Julija Guschtschina, deren Resultate – hier in der Staffel sowie im 100-Meter-Einzelrennen (im Halbfinale ausgeschieden) – beginnend mit dem 1. September 2011 bis 31. Dezember 2014 annulliert wurden, weil es in Nachtests aus dem Jahr 2017 von den Olympischen Spielen 2012 und den Weltmeisterschaften 2011 hier in Daegu positive Dopingbefunde gegeben hatte. Die Athletin wurde außerdem mit einer vierjährigen Sperre bis zum 27. März 2021 belegt.[3][4]

Benachteiligt wurden zwei Teams, die im Finale hätten starten dürfen. Auf der Grundlage der erzielten Resultate waren dies:
- Australien ((Hayley Butler, Melissa Breen, Charlotte Van Veenendaal, Sally Pearson)) – qualifiziert aufgrund des zweiten Platzes im zweiten Vorlauf
- Niederlande ((Kadene Vassell, Dafne Schippers, Anouk Hagen, Jamile Samuel)) – qualifiziert aufgrund der im dritten Vorlauf erzielten Zeit. Das Team hatte mit 43,44 s einen neuen Landesrekord aufgestellt.

## Vorrunde
Die Vorrunde wurde in drei Läufen durchgeführt. Die ersten beiden Staffeln pro Lauf – hellblau unterlegt – sowie die darüber hinaus zwei zeitschnellsten Teams – hellgrün unterlegt – qualifizierten sich für das Finale.

### Vorlauf 1
4. September 2011, 18:30 Uhr
| Platz | Staffel             | Besetzung                                                                  | Zeit (s)                  |
| ----- | ------------------- | -------------------------------------------------------------------------- | ------------------------- |
| 1     | Jamaika             | Shelly-Ann Fraser-Pryce Kerron Stewart Sherone Simpson Jura Levy (Vorlauf) | 42,23 WL                  |
| 2     | Frankreich          | Myriam Soumaré Céline Distel Lina Jacques-Sébastien Véronique Mang         | 42,60                     |
| 3     | Brasilien           | Ana Cláudia Silva Vanda Gomes Franciela Krasucki Rosângela Santos          | 42,92 SR                  |
| 4     | Kolumbien           | Yomara Hinestroza Maria Alejandra Idrobo Darlenys Obregón Norma González   | 43,53                     |
| 5     | Japan               | Nao Okabe Momoko Takahashi Chisato Fukushima Saori Imai                    | 43,83                     |
| 6     | Spanien             | Plácida Martínez Amparo María Cotán Concepción Montaner Ruth Beitia        | 46,24                     |
| DSQ   | Volksrepublik China | Wei Yongli Liang Qiuping Jiang Lan Tao Yujia                               | IAAF Rule 162.8 Fehlstart |

### Vorlauf 2
4. September 2011, 18:38 Uhr
| Platz | Staffel             | Besetzung                                                                    | Zeit (s)                                     |
| ----- | ------------------- | ---------------------------------------------------------------------------- | -------------------------------------------- |
| 1     | Ukraine             | Olessja Powch Natalija Pohrebnjak Marija Rjemjen Chrystyna Stuj              | 42,63                                        |
| 2     | Australien          | Hayley Butler Melissa Breen Charlotte Van Veenendaal Sally Pearson           | 43,79 eigentlich für das Finale qualifiziert |
| 3     | Großbritannien      | Tiffany Porter Anyika Onuora Laura Turner Jeanette Kwakye                    | 43,95                                        |
| 4     | Südkorea            | Eom Ji-su Kim So-yeon Lee Sun-ae Park So-yeon                                | 46,14                                        |
| DNF   | Polen               | Anna Kiełbasińska Marika Popowicz Marta Jeschke Agnieszka Ligiza             |                                              |
| DOP   | Trinidad und Tobago | Kai Selvon Kelly-Ann Baptiste Semoy Hackett Michelle-Lee Ahye                | 42,50 für das Finale zugelassen              |
| DOP   | Russland            | Julija Guschtschina Natalja Russakowa Jelisaweta Sawlinis Alexandra Fedoriwa | 42,78 für das Finale zugelassen              |

### Vorlauf 3
4. September 2011, 18:46 Uhr
| Platz | Staffel     | Besetzung                                                                              | Zeit (s)                                        |
| ----- | ----------- | -------------------------------------------------------------------------------------- | ----------------------------------------------- |
| 1     | USA         | Bianca Knight Shalonda Solomon (Vorlauf) Marshevet Myers Alexandria Anderson (Vorlauf) | 41,94 WL                                        |
| 2     | Nigeria     | Gloria Asumnu Oludamola Osayomi Agnes Osazuwa Blessing Okagbare                        | 42,74                                           |
| 3     | Niederlande | Kadene Vassell Dafne Schippers Anouk Hagen Jamile Samuel                               | 43,44 NR eigentlich für das Finale qualifiziert |
| 4     | Schweiz     | Clélia Reuse Jacqueline Gasser Ellen Sprunger Léa Sprunger                             | 44,04                                           |
| 5     | Belarus     | Anna Bogdanowitsch Julija Balykina Alena Neumjarschyzkaja Hanna Liapeschka             | 44,38                                           |
| 6     | Bahamas     | Sheniqua Ferguson Nivea Smith Anthonique Strachan Debbie Ferguson-McKenzie             | 50,62                                           |
| DNF   | Deutschland | Yasmin Kwadwo Anne Cibis Cathleen Tschirch Marion Wagner                               |                                                 |

## Finale
4. September 2011, 20:35 Uhr
| Platz | Staffel             | Besetzung | Zeit (s) |
| ----- | ------------------- | --- | -------- |
| 1     | USA                 | Bianca Knight Allyson Felix (Finale) Marshevet Myers Carmelita Jeter (Finale) im Vorlauf außerdem: Shalonda Solomon Alexandria Anderson | 41,56 WL |
| 2     | Jamaika             | Shelly-Ann Fraser-Pryce Kerron Stewart Sherone Simpson Veronica Campbell-Brown (Finale) im Vorlauf außerdem: Jura Levy                  | 41,70 NR |
| 3     | Ukraine             | Olessja Powch Natalija Pohrebnjak Marija Rjemjen Chrystyna Stuj                                                                         | 42,51    |
| 4     | Frankreich          | Myriam Soumaré Céline Distel Lina Jacques-Sébastien Véronique Mang                                                                      | 42,70    |
| 5     | Nigeria             | Gloria Asumnu Oludamola Osayomi Agnes Osazuwa Blessing Okagbare                                                                         | 42,93    |
| 6     | Brasilien           | Ana Cláudia Silva Vanda Gomes Franciela Krasucki Rosângela Santos                                                                       | 43,10    |
| DOP   | Trinidad und Tobago | Kai Selvon Kelly-Ann Baptiste Semoy Hackett Michelle-Lee Ahye                                                                           | 42,58    |
| DOP   | Russland            | Julija Guschtschina Natalja Russakowa Jelisaweta Sawlinis Alexandra Fedoriwa                                                            | 42,93    |

## Video
- Women's 4x100m Relay Final - WC Daegu 2011, youtube.com, abgerufen am 7. Januar 2021